# به‌سوی آزادی
به‌سوی آزادی (به انگلیسی:Toward Freedom) یا خودزندگی‌نامه (نهرو) کتابی است دربارهٔ زندگی جواهر لعل نهرو، اولین نخست‌وزیر هند که به قلم خود وی نگارش شده‌است. او این کتاب را هنگامی که در زندان بود، نوشت.
این کتاب در اولین سال انتشار، به چاپ نهم رسید. نهرو این کتاب را دربارهٔ علل و چگونگی فعالیت‌هایش و دلیل اینکه او در مسیر نافرمانی مدنی قرار گرفت، که به نوبهٔ خود منجر به زندانی شدنش شد، نوشت.